# Сімона Брглікова
Сімона Брглікова (словац. Simona Brhlíková, англ. Simona Brhlikova; нар. 14 вересня 1984, Міхайлівці, Словацька Республіка), також відома як Сімона Роман — словацька актриса.

## Життєпис
Сімона Брглікова народилася в місті Михайлівцях у Словаччині. У 17 років Сімона вирушила подорожувати спочатку на Аляску, а потім до Кенії. Закінчила торговельну академію в Словаччині, потім університетський коледж Лондона, пройшла підготовку в Королівській академії драматичного мистецтва і акторському центрі Лондона .
Брала участь в театральних постановках «Багато галасу з нічого», «Як вам це сподобається», «Винова краля», «Монологи вагіни». Дебютувала на телебаченні в 2004 році в 2 епізодах серіалу «Дружини футболістів» . У 2011 році разом з Веслі Снайпсом знялася у фільмі «Висельник».

## Особисте життя
В даний час живе і працює на південному заході Каліфорнії в Лос-Анджелес, США. Володіє 7 мовами.

## Фільмографія
| Рік         |    | Українська назва            | Оригінальна назва             | Роль                 |
| ----------- | -- | --------------------------- | ----------------------------- | -------------------- |
| 2004 — 2005 | с  | Дружини футболістів         | Footballers 'Wives            | дружина              |
| 2005        | с  | Любовні листи Казанови      | Casanova's Love Letters       | М.М.                 |
| 2005        | ф  | У дурмані                   | Stoned                        | мюнхенська порушниця |
| 2006        | в  | Лікантропія                 | Lycanthropy                   | Акант                |
| 2006        | кф | Король Лондона              | King of London                | Катаріна             |
| 2006        | с  | Погані дівчатка             | Bad Girls                     | медсестра            |
| 2006        | с  | Життя починається           | Life Begins                   | Наталі               |
| 2006        | ф  | Казино Рояль                | Casino Royale                 | дівчина з досьє      |
| 2007        | с  | Айтішники                   | The IT Crowd                  | фельдшерка           |
| 2007        | ф  | Сальса                      | Sambar Salsa                  | Сьюзан Бедфорд       |
| 2010        | ф  | Розкрадання шляхом обману   | Theft by Deception            | Олівія               |
| 2011        | кф | Бунтар                      | Rebel                         | дівчина              |
| 2011        | кф | Древо Ісуса                 | Treesus for Jeesus            | Ів                   |
| 2012        | ф  | Вульфдог                    | Wolf Dog                      | подруга              |
| 2013        | ф  | Медофф: Розкрадання Америки | Madoff: Made Off with America | Урсула               |
| 2013        | ф  | Шибеник                     | Gallowwalkers                 | Кісскат              |
| 2013        | ф  | Вендетта                    | Vendetta                      | Софія                |
| 2014        | кф | Казка про Лалаленде         | A Fairy Tale of La La Land    | Надя                 |
| 2015        | ф  | Кохання наркомана           | Love Addict                   | Пейдж                |
| 2015        | тф | Помаранчевий код            | Kode Orange                   | детектив Кецкарова   |
| 2016        | ф  | Восьмий                     | 8ish                          | Медді                |